# Нан
Нан е една от 76-те провинции на Тайланд. Столицата ѝ е едноименния град Нан. Населението на провинцията е 475 614 жители (2009 г. – 55-а по население), а площта 11 472,1 кв. км (13-а по площ). Намира се в часова зона UTC+7. Разделена е на 15 района, които са разделени на 99 общини и 848 села.